# 石井明 (実業家)
石井 明（いしい あきら、1936年2月26日 - ）は、日本の経営者。テレビ神奈川社長を務めた。神奈川県出身。

## 来歴・人物
1954年に小田原高等学校を卒業し、同年に神奈川県庁へ入庁した。1989年に商工部長、1991年に県民部長、1993年に公営企業管理企業部長、1995年に神奈川県観光社長を歴任。1998年6月から2001年6月までにテレビ神奈川社長を務めた。